# Кам'януватка (Звенигородський район)
Кам'янува́тка — село в Україні, у Шполянському районі Черкаської області, за 2,5 км від залізничного пункту зупинки Прудянка. У селі мешкає ~20 людей.

## Географія
Селом протікає річка Гарбузинка, у яку впадає річка Татарка.

## Населення

### Мова
Розподіл населення за рідною мовою за даними перепису 2001 року:
| Мова       | Кількість | Відсоток |
| ---------- | --------- | -------- |
| українська | 173       | 98.86%   |
| російська  | 1         | 0.57%    |
| вірменська | 1         | 0.57%    |
| Усього     | 175       | 100%     |